# Perseo e Andromeda

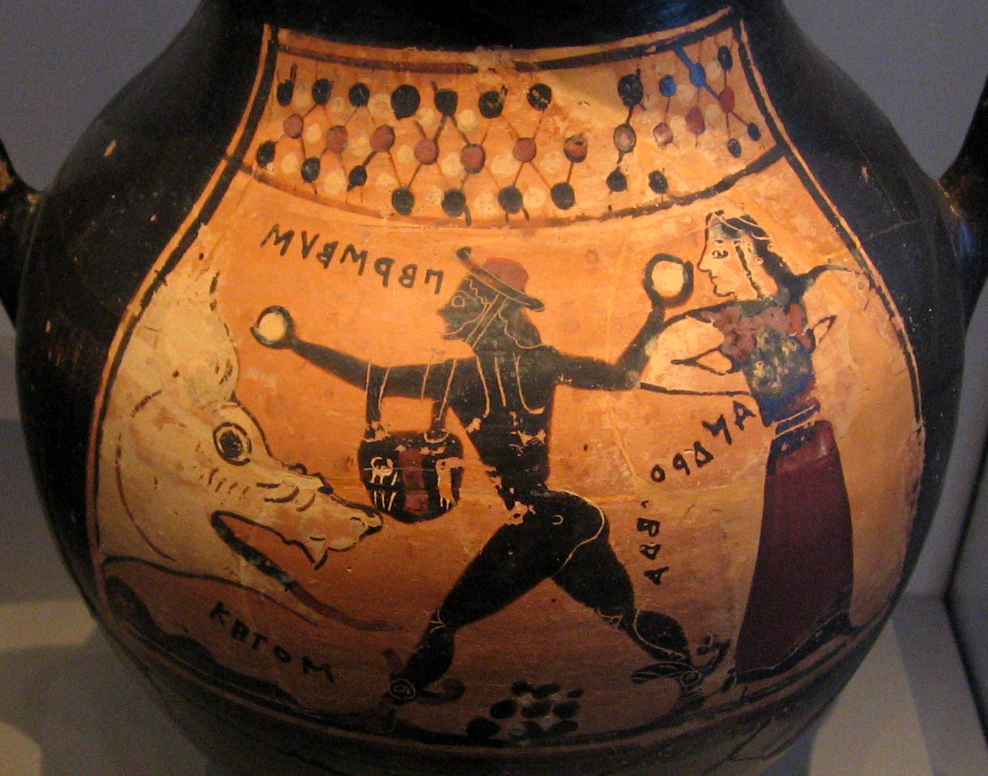
Perseo e Andromeda in un'anfora greca del VI secolo a.C., conservata a Berlino.

L'episodio della mitologia greca di Perseo e Andromeda è stato fonte di ispirazione per molti pittori, scultori e musicisti a partire dall'epoca tardo-medievale. In realtà il tema è presente fin dall'antichità, come testimoniato da alcune anfore greche (la più nota delle quali proviene da Cerveteri ed è attualmente conservata nell'Altes Museum di Berlino) e da un affresco pompeiano.

## Descrizione

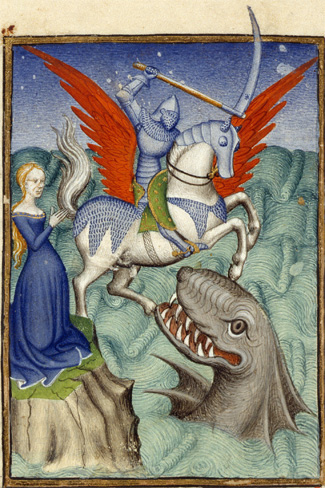
Perseo salva Andromeda in una miniatura del quindicesimo secolo.

Questo tema artistico raffigura il salvataggio di Andromeda, figlia di Cefeo e Cassiopea e principessa d'Etiopia, da parte dell'eroe Perseo in groppa a Pegaso, il cavallo alato. Secondo il mito, raccontato anche da Publio Ovidio Nasone nelle sue Metamorfosi, Andromeda venne incatenata ad uno scoglio per essere offerta in pasto ad un mostro marino chiamato Ceto: questo mostro devastava le coste del regno d'Etiopia perché la regina Cassiopea aveva sostenuto di essere più bella delle Nereidi, provocando così l'ira di Poseidone, che inviò il mostro come punizione. L'eroe Perseo, di ritorno dalla sua impresa precedente, ovvero l'uccisione di Medusa, notò la donna incatenata ad uno scoglio e il mostro pronto a divorarla, perciò decise di intervenire. Alla fine, Perseo uccise il mostro e salvò Andromeda, da lui sposata in seguito. Il tema raffigura proprio il salvataggio di Andromeda, incatenata allo scoglio.
Nelle raffigurazioni di epoca classica e medioevale Andromeda appare perlopiù vestita mentre è incatenata allo scoglio. È a partire dall'epoca rinascimentale che la donna viene mostrata nuda, secondo quando raccontato nel quarto libro delle Metamorfosi di Ovidio.
Nonostante Andromeda sia etiope, la donna viene quasi sempre raffigurata con la carnagione chiara. Una delle poche raffigurazioni del personaggio con la pelle scura è una stampa, conservata al Rijksmuseum, tratta da un'illustrazione del fiammingo Abraham van Diepenbeeck.
Il tema ebbe un grande impatto sulla letteratura postclassica, a tal punto da ispirare altre storie nelle quali una fanciulla rischia di essere divorata da una creatura mostruosa, con relative rappresentazioni artistiche: la lotta di san Giorgio contro un drago per salvare una principessa, e la liberazione di Angelica e Olimpia rispettivamente salvate da parte da Ruggiero e Orlando, come si legge nell'Orlando furioso di Ludovico Ariosto. Gli episodi con Angelica e Olimpia sono quelli più vicini al mito classico, dato che la creatura mostruosa è una bestia marina, nota come Orca di Ebuda, molto simile a Ceto; inoltre entrambe le donne sono incatenate a uno scoglio, proprio come Andromeda. 

## Pittura

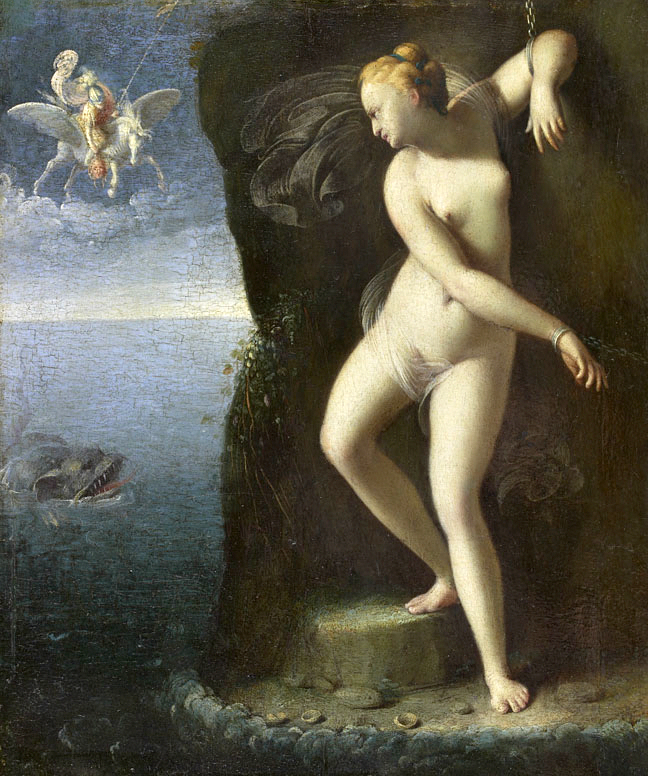
Carlo Saraceni, Andromeda incatenata liberata da Perseo, 1600-1605 circa

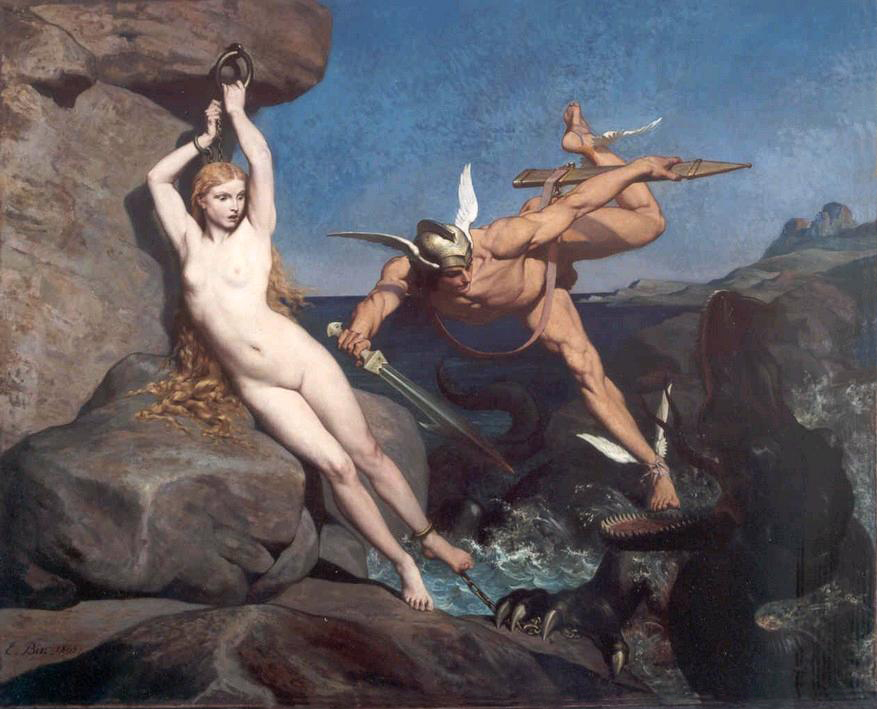
Émile Bin, Persée délivrant Andromède, 1865

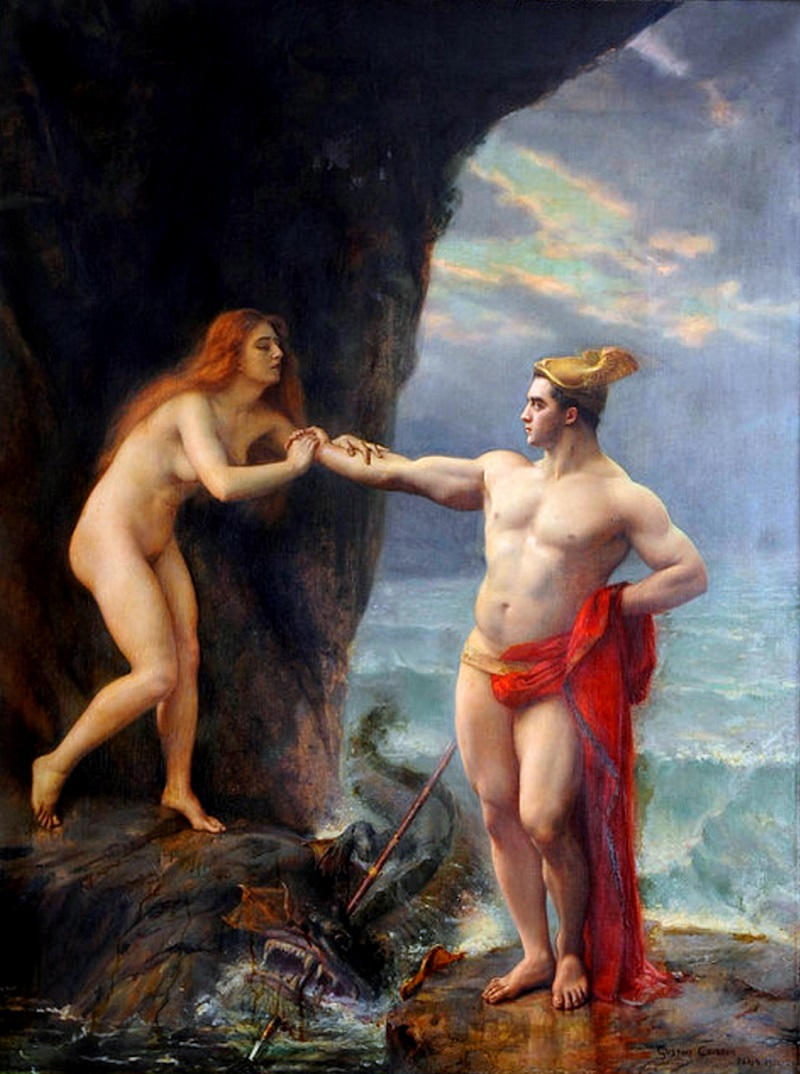
Gustave Courtois, Perseo libera Andromeda, 1913

- Piero di Cosimo, Liberazione di Andromeda, 1510 circa
- Tiziano Vecellio, Perseo libera Andromeda,[8] 1554-1556
- Jan Keynooghe, Perseo e Andromeda (Perseus en Andromeda), 1561
- Giorgio Vasari, Perseo libera Andromeda, 1570-1572
- Bartolomeo Passarotti, Perseo libera Andromeda,[9] 1572-1575
- Paolo Veronese, Perseo libera Andromeda, 1576-1578
- Annibale Carracci, affresco di Perseo e Andromeda alla Palazzo Farnese, 1597
- Carlo Saraceni, Andromeda incatenata liberata da Perseo, 1600-1605 circa
- Giuseppe Cesari, Perseo e Andromeda,[10] 1602
- Joachim Wtewael, Perseo soccorre Andromeda (Perseus und Andromeda), 1610
- Peter Paul Rubens, Perseo libera Andromeda,1620 circa
- Domenico Fetti, Andromeda e Perseo, 1621-1622 circa
- Peter Paul Rubens, Perseo e Andromeda (Perseus und Andromeda), 1622
- Thomas Willeboirts Bosschaert, Salvataggio di Andromeda (Die Befreiung der Andromeda), 1640 circa
- Guido Reni, Andromeda, prima del 1642
- Theodoor van Thulden, Perseo libera Andromeda, 1646
- Francesco Maffei, Perseo libera Andromeda,[11] 1657-1658
- Pierre Mignard, Cefeo, Cassiopea e Perseo (Délivrance d'Andromède), 1679
- Michael Willmann, Uwolnienie Andromedy, dopo il 1682
- Louis Silvestre II, Perseo e Andromeda (Persée et Andromède),[12] 1719
- François Lemoyne, Perseo e Andromeda (Persée et Andromède), 1723
- Giambattista Tiepolo, Perseo e Andromeda, 1730-1731
- Balthasar Augustin Albrecht, Befreiung der Andromeda, 1732
- Charles-Amedee-Philippe van Loo, Perseo e Andromeda (Persée et Andromède), prima del 1753
- Ubaldino Gandolfi, Andromeda e Perseo, 1770
- Karl Pavlovič Brjullov, Perseo e Andromeda (Persej i Andromeda), 1820 circa
- Eugène Delacroix, Perseo e Andromeda (Persée et Andromède), 1853 circa
- Émile Bin, Persée délivrant Andromède, 1865
- Jean-Auguste-Dominique Ingres, Perseo e Andromeda (Persée et Andromède),[13] prima del 1867
- Gustave Moreau, Perseo e Andromeda (Persée et Andromède),[14] 1870
- Henri-Pierre Picou, Andromède attachée à un rocher, 1874
- Edward Burne-Jones, Lo scoglio del destino (The Rock of Doom), 1885
- Edward Burne-Jones, Perseo (Perseus), 1888
- Charles Napier Kennedy, Perseo e Andromeda (Perseus and Andromeda), 1890
- Frederic Leighton, Perseo e Andromeda (Perseus and Andromeda), 1891
- Félix Vallotton, Perseo che uccide il drago (Persée tuant le dragon), 1910
- Félix Vallotton, Andromeda in piedi e Perseo (Andromède debout et Persée), 1918
- Gustave Courtois, Perseo libera Andromeda (Persée délivrant Andromède), 1913

## Scultura

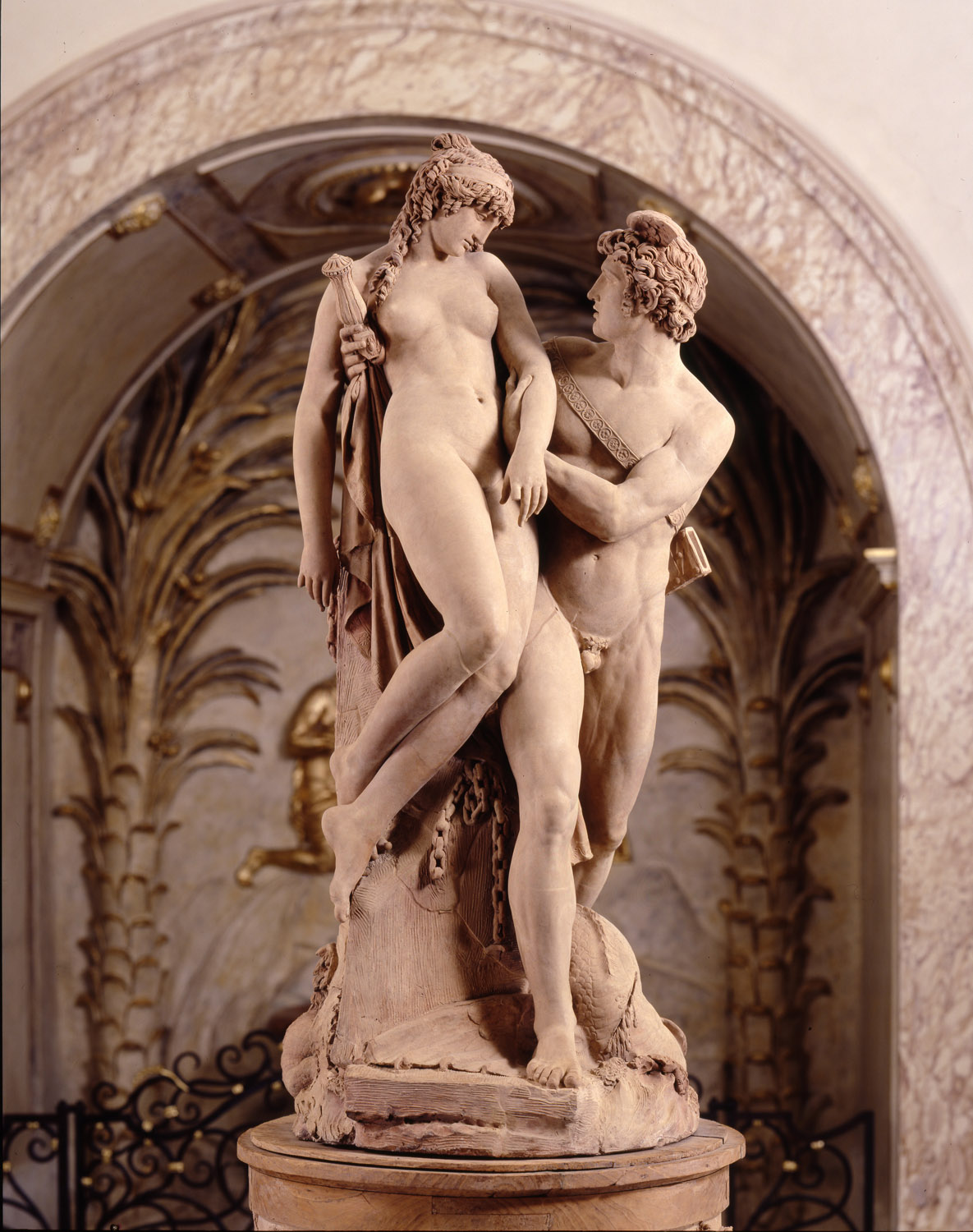
Joseph Chinard, Persée délivrant Andromède, 1791

- Pierre Puget, Perseo e Andromeda (Persée et Andromède), 1684
- Joseph Chinard, Persée délivrant Andromède, 1791
- James Forsyth, Fontana di Perseo e Andromeda (Perseus and Andromeda fountain), 1860 circa
- Johannes Pfuhl, Perseo e Andromeda (Perseusz uwalnia Andromedę), 1891
- Henry Charles Fehr, The Rescue of Andromeda, 1893

## Musica
- Claudio Monteverdi, Andromeda, 1618-1620 (opera perduta)
- Denis Gautier Andromède, (La Rhétorique des Dieux) 1652 c.
- Jean-Baptiste Lully, Persée, 1682
- Georg Philipp Telemann, Perseus und Andromeda, 1704
- Antonio Maria Bononcini, Andromeda, 1707
- Antonio Vivaldi e altri, Andromeda liberata, 1726[15]
- Giovanni Paisiello, Andromeda, 1773
- Carl Ditters von Dittersdorf, Sinfonia n. 4 sulle Metamorfosi di Ovidio, 1781 circa[16]
- Jacques Ibert, Persée et Andromède, ou le Plus heureux des trois, 1929
- Salvatore Sciarrino, Perseo e Andromeda, 1990

## Galleria d'immagini

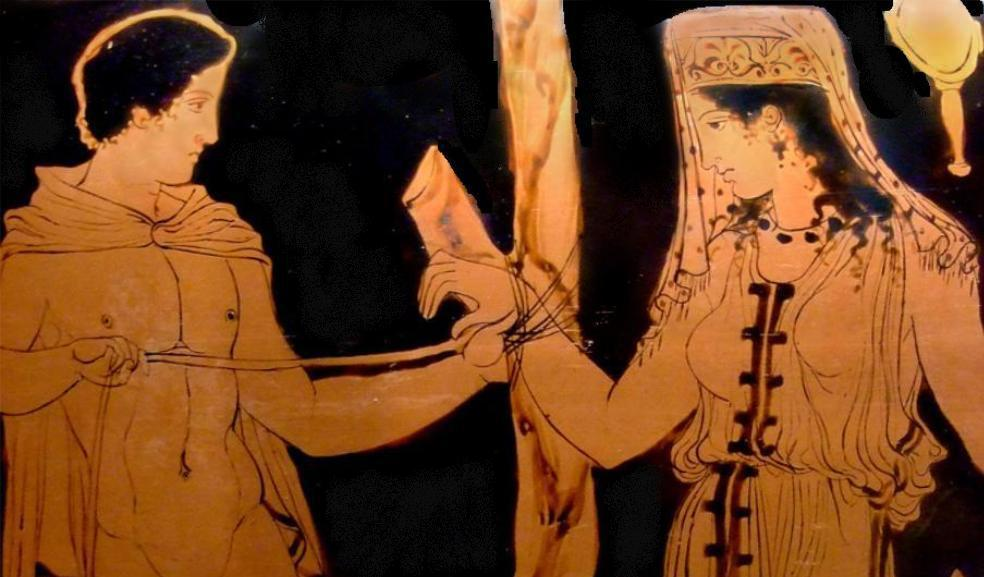
Perseo e Andromeda in un cratere del IV secolo a.C., proveniente dalla Puglia.
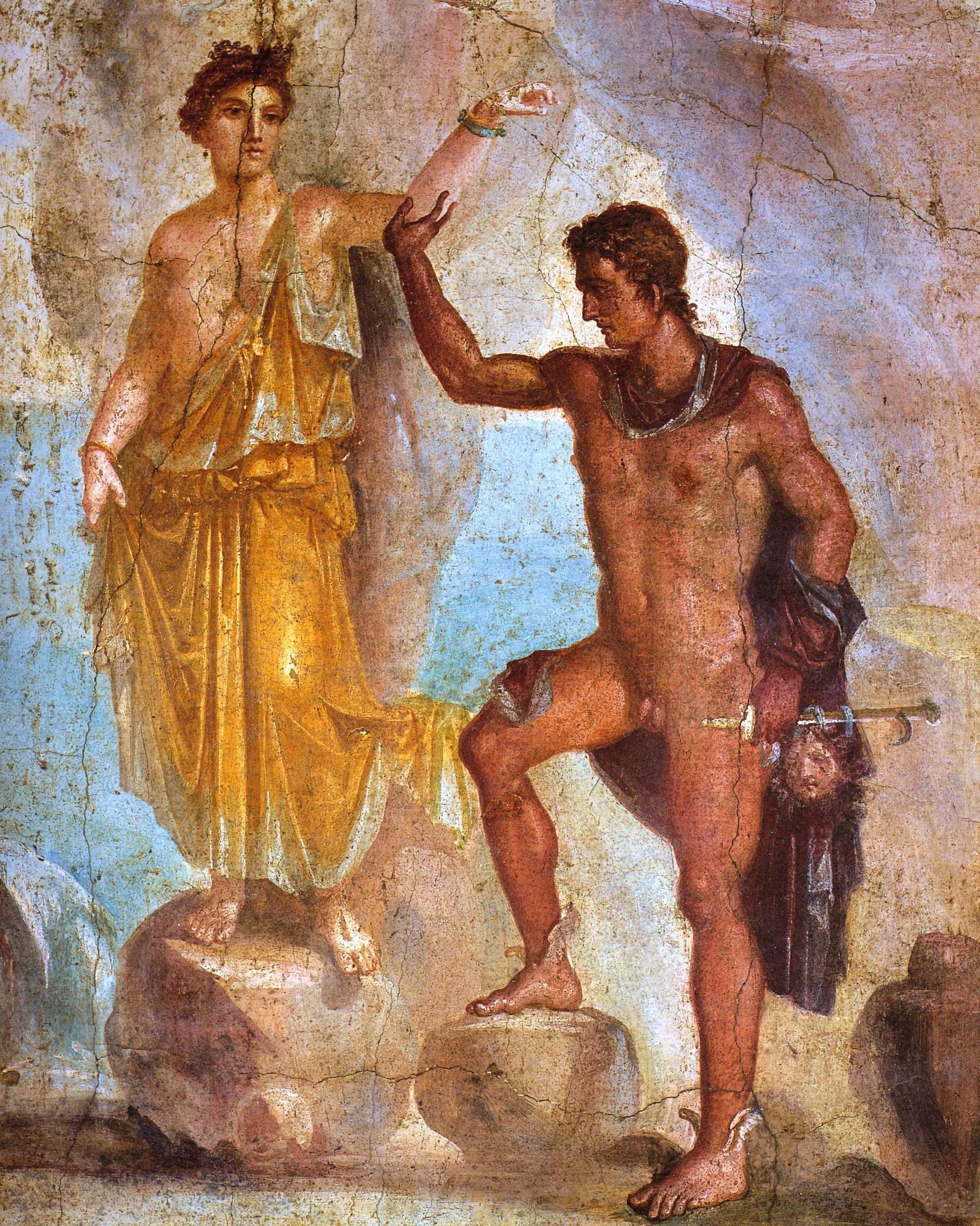
Perseo e Andromeda in un affresco della casa dei Dioscuri di Pompei.
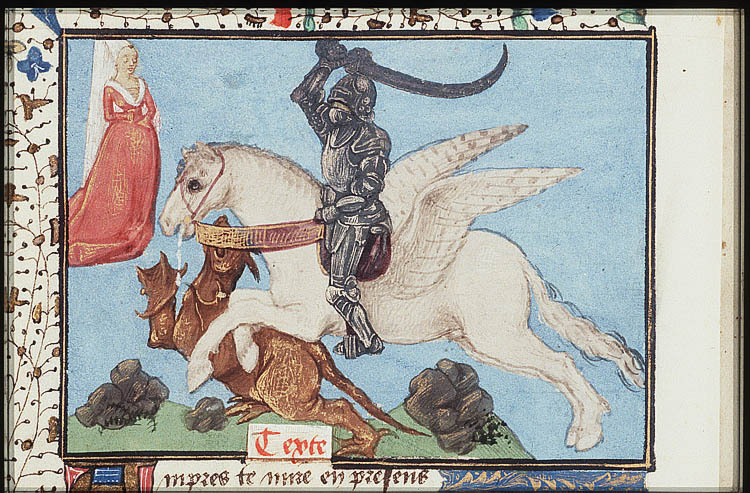
Il salvataggio di Andromeda in una miniatura del quindicesimo secolo.
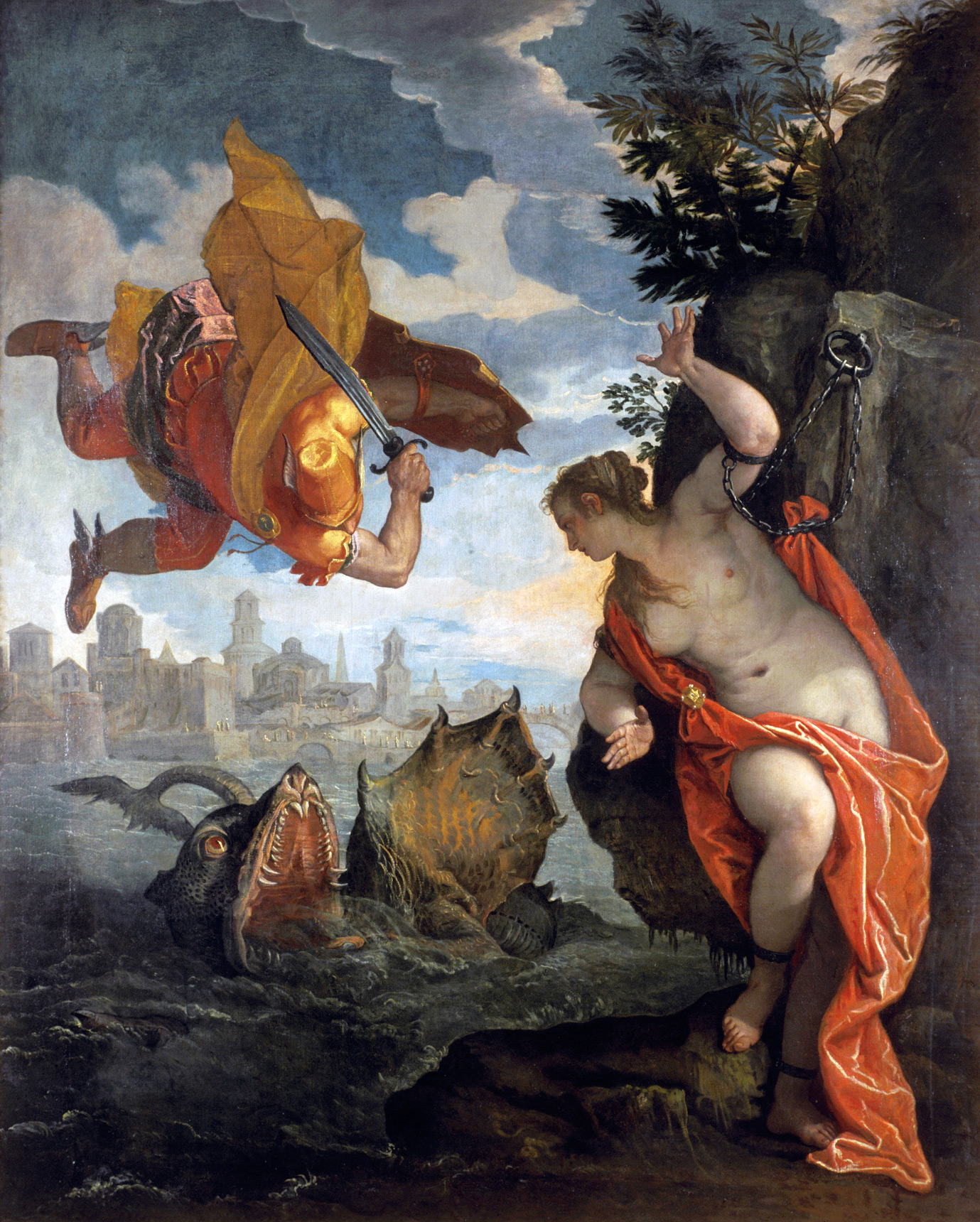
Paolo Veronese, Perseo libera Andromeda, 1576-1578
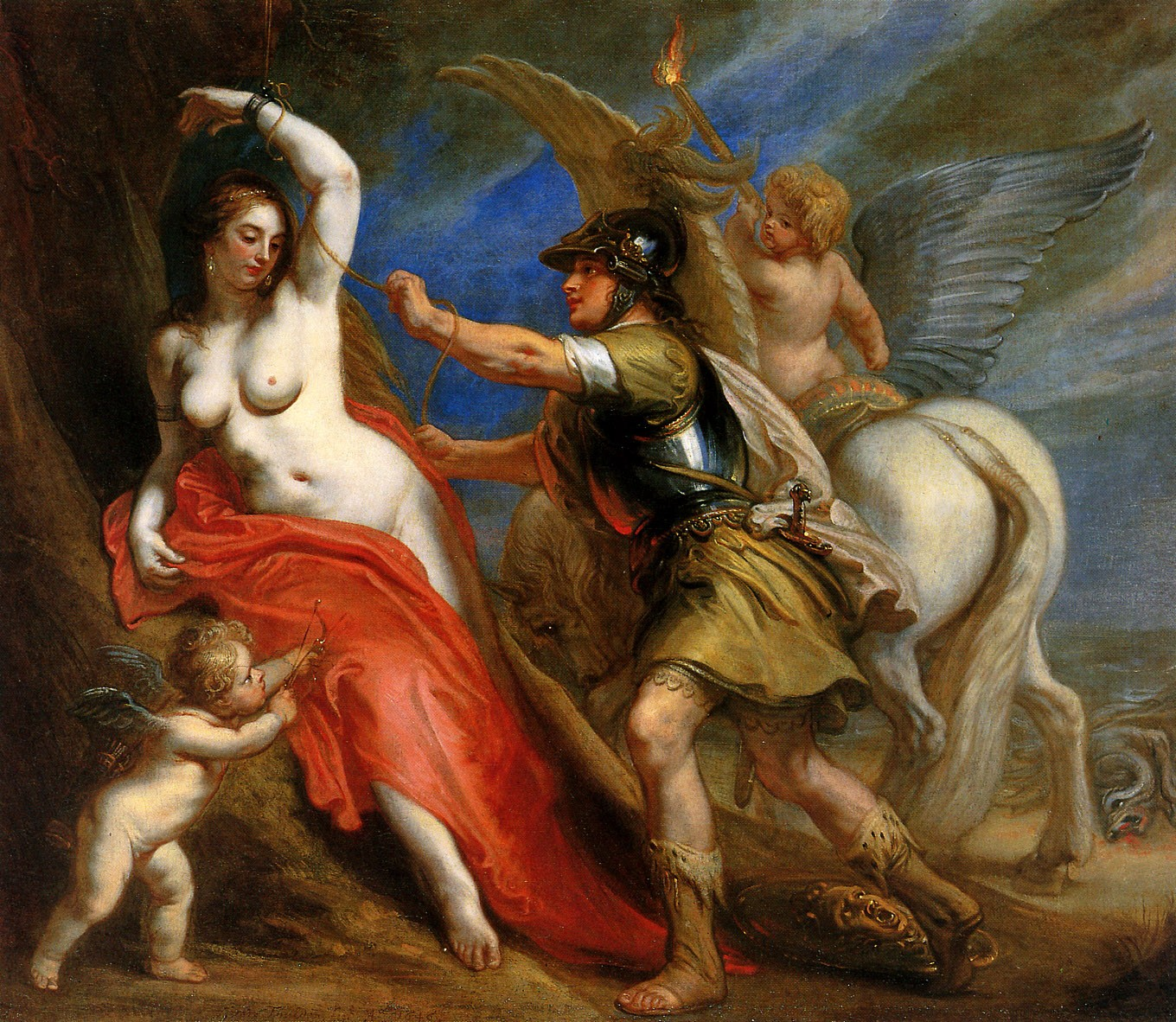
Theodoor van Thulden, Perseo libera Andromeda, 1646
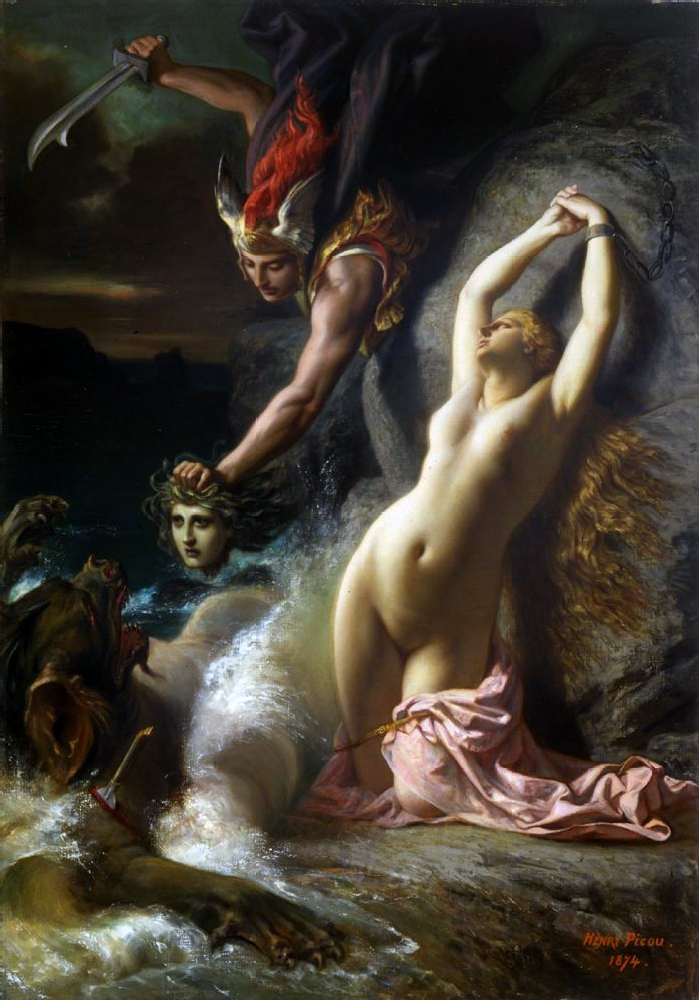
Henri-Pierre Picou, Andromède attachée à un rocher, 1874